# Literalismus
Literalismus může označovat:
- obecně: doslovný překlad a aspiraci k němu
- konkrétně a nejčastěji: tendenci nebo ideologii lpění na doslovném překladu určitého (většinou pro danou oblast klíčového) písemného pramene, typicky základních náboženských textů (skriptuální literalismus), zejména Koránu (koranický literalismus) nebo Bible (biblický literalismus) – na tyto směry pak může být nahlíženo jako na formu náboženského fundamentalismu.